# Klastorpsskolan

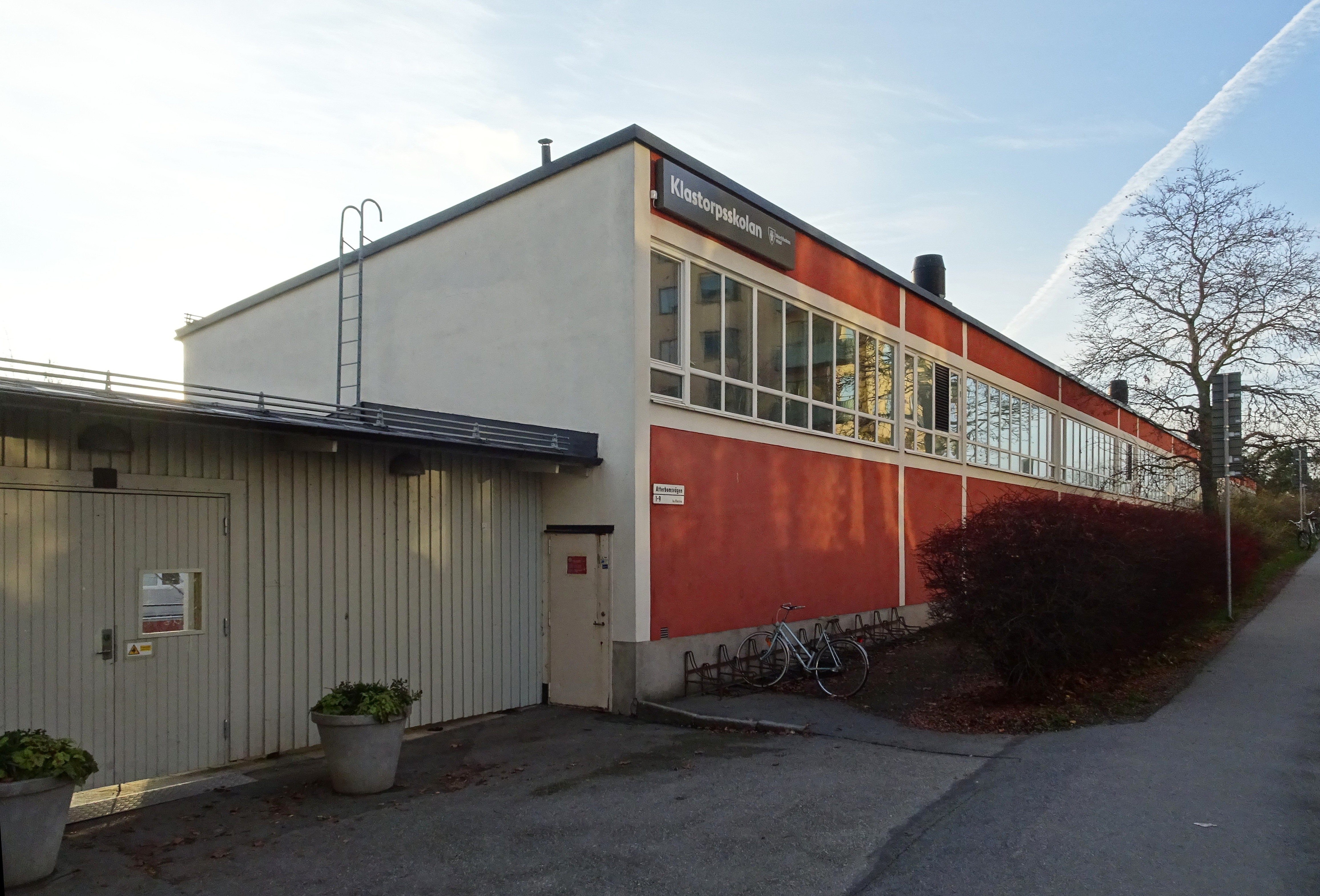
Klastorpsskolan sedd från Atterbomsvägen, 2018.

Klastorpsskolan är en kommunal grundskola vid Atterbomsvägen 3 i stadsdelen Fredhäll på Kungsholmen i Stockholm.

## Historik
Klastorpsskolan och kvarteret Klastorp där skolan finns har sina namn efter en egendom som ägdes på 1860-talet av stadskassören Claes Augustin Montelius. Hans Villa Claestorp från 1870 med tillhörande lusthus finns fortfarande vid Gjörwellsgatan 48 i sluttningen söder om Klastorpsskolan.

## Byggnad
Skolbyggnaden uppfördes i etapper mellan 1957 och 1969 efter ritningar av arkitekt Curt Björklund. Byggherre var Stockholms Folkskoledirektion. Byggnaden består av två huvudvolymer: en klassrumslänga parallellt med Atterbomsvägen och ett matsals- och gymnastikhus i anslutningen mot öster. Mellan båda husdelar leder en portik in på skolgården. Här finns konstnärlig utsmyckning i form av två mindre betongristningar av Siri Derkert som är infällda i vägen vid matsalens entré.

Bebyggelsen, 2018.
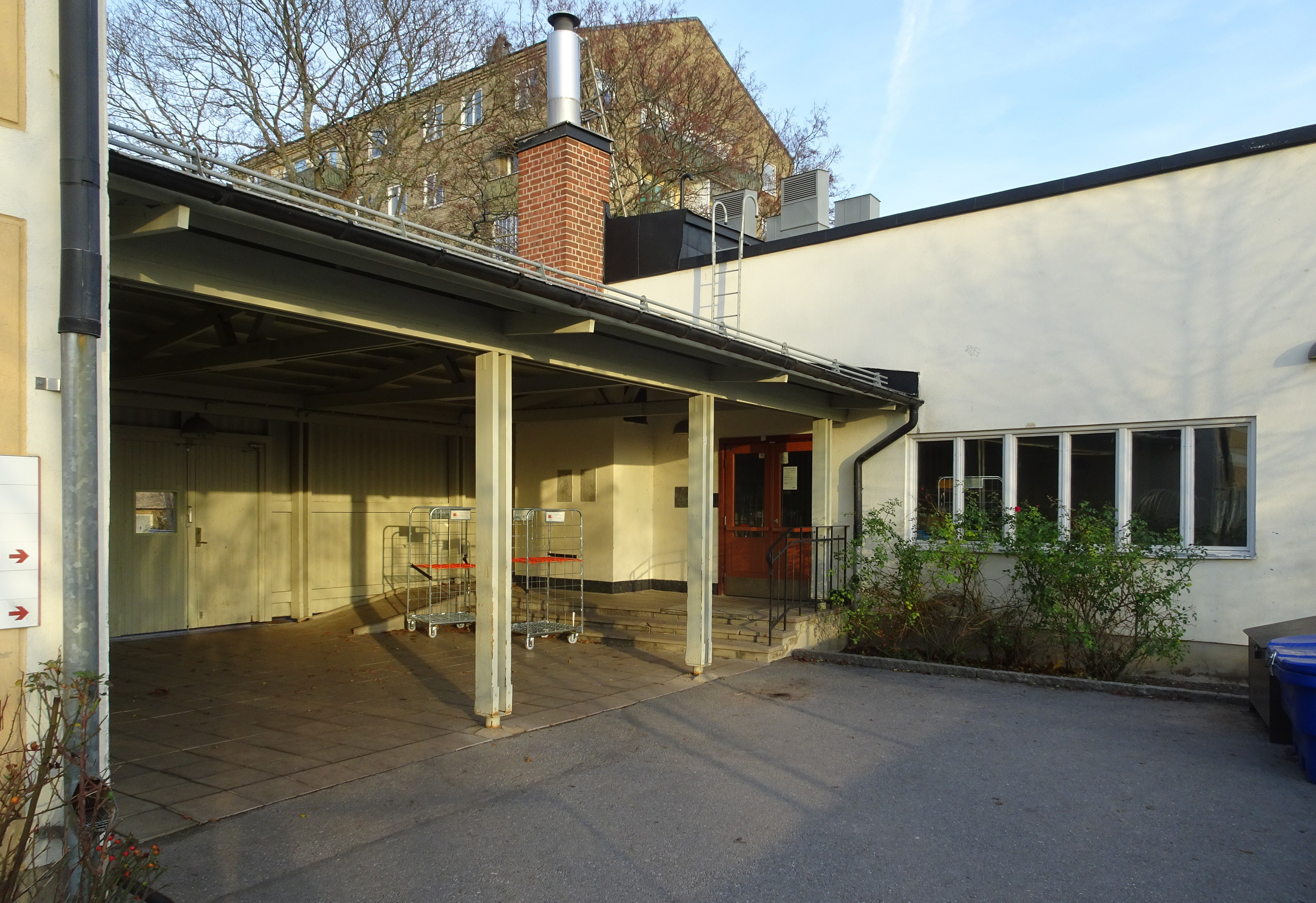
Entrén.
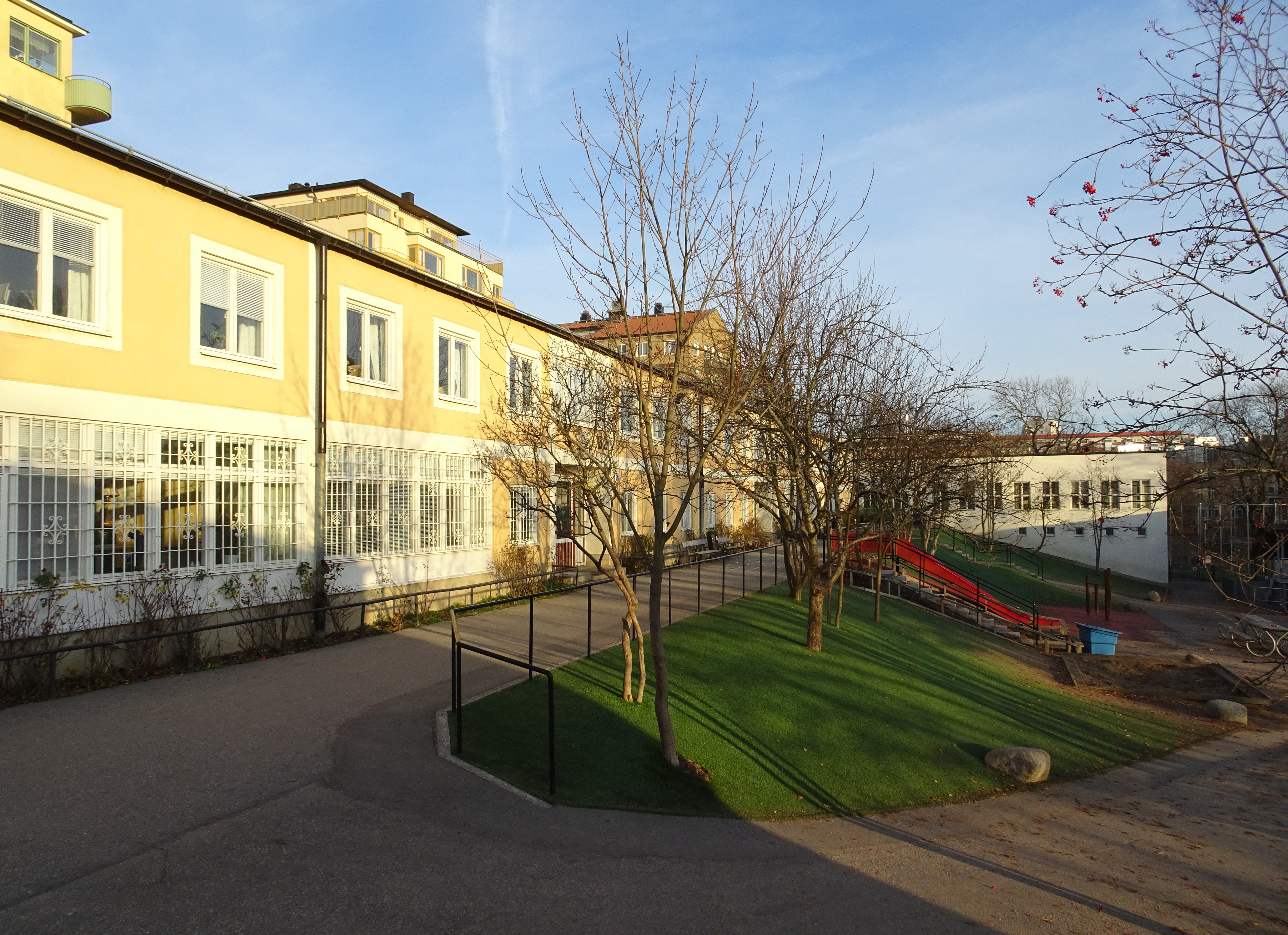
Vy från skolgården.
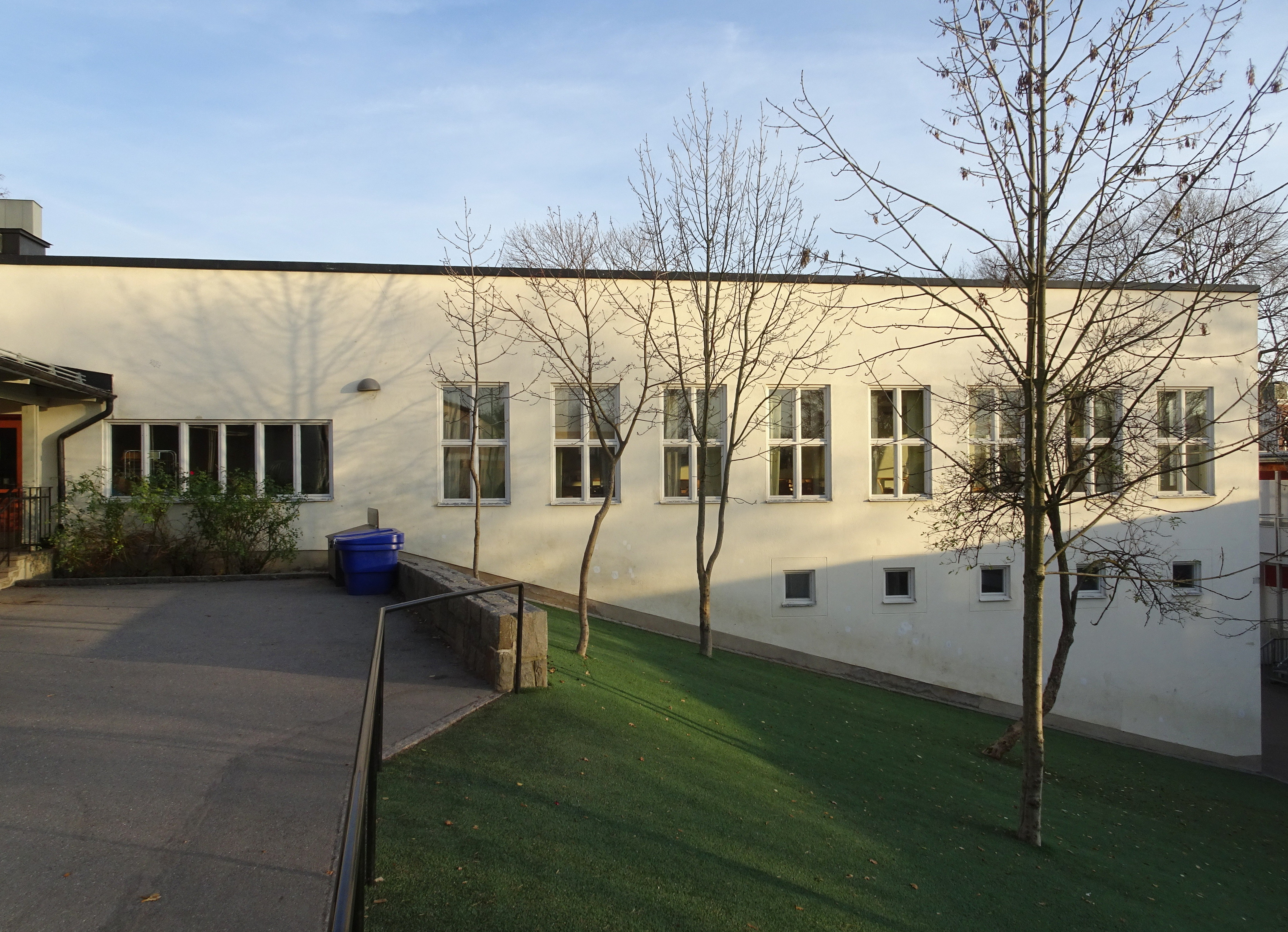
Matsals- och gymnastikhuset.
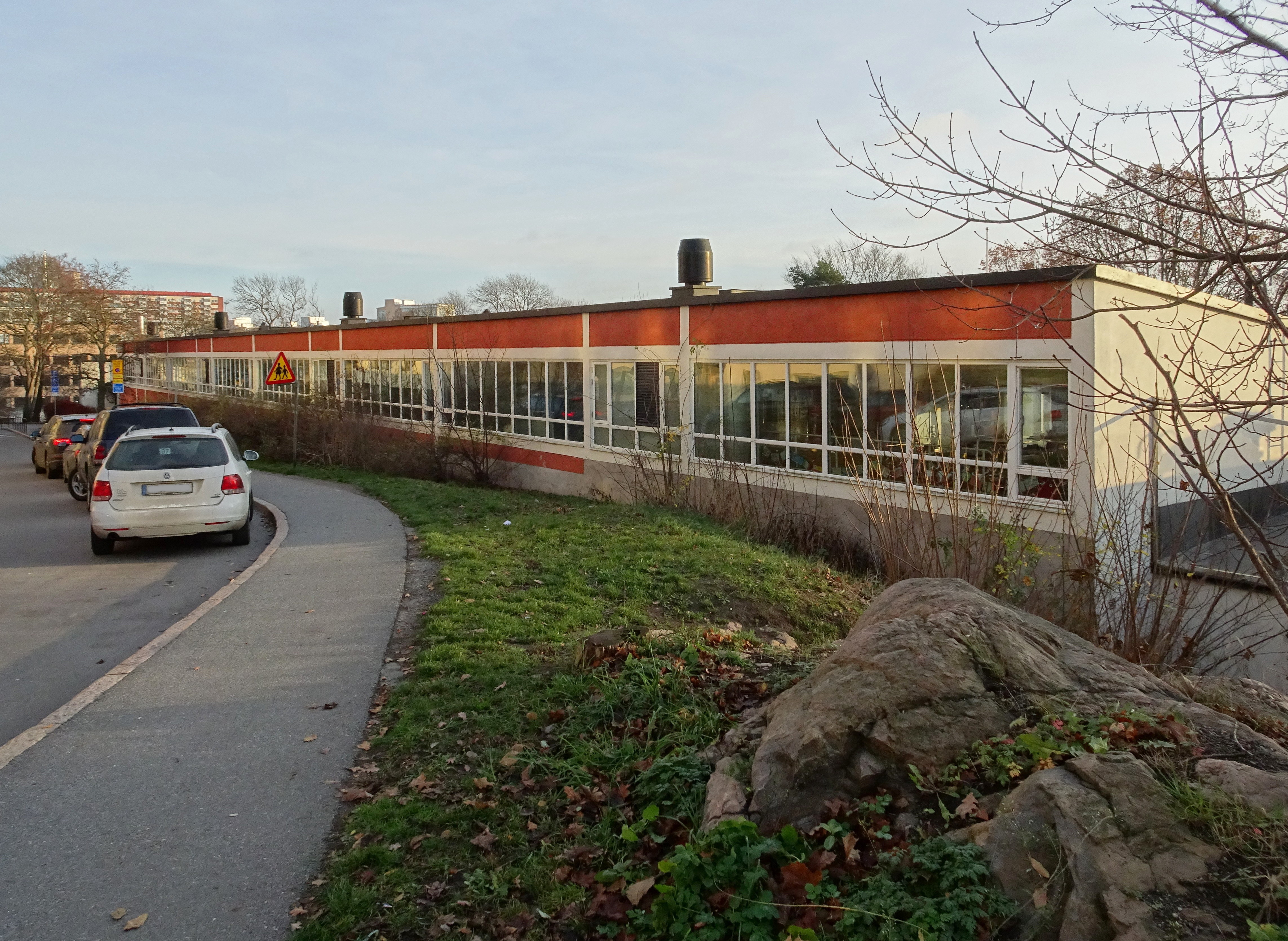
Klassrumslängan mot Atterbomsvägen.

## Verksamhet
Klastorpsskolan är en kommunal grundskola för barn från förskola till årskurs tre. Skolan har omkring 250 elever som undervisades av 15 lärare. Det finns fritidshem, bemannad reception, entrén och entréhallen är anpassade för rullstolsburna personer. Tillsammans med Essingeskolan på Stora Essingen bildar Klastorpsskolan sedan 1992 enheten Klastorp- och Essinge skolor.